# Кучук, Алексей Леонидович
Алексе́й Леони́дович Кучу́к (бел. Аляксей Леанідавіч Кучук; род. 9 сентября 1986, Минск) — белорусский футболист, нападающий, тренер. Сын белорусского футболиста и тренера Леонида Кучука. Также имеет российское гражданство.

## Карьера
Профессиональную карьеру начал в минском «Локомотиве», в январе 2005 года перешёл в возглавляемый его отцом тираспольский «Шериф», в составе которого играл до лета 2008 года, проведя за это время 133 матча, забив 64 мяча, четырежды став вместе с командой чемпионом Молдовы, дважды выиграв Кубок Молдовы, дважды Суперкубок Молдовы, дважды став лучшим бомбардиром чемпионата Молдовы и четырежды участвовав в составе клуба во 2-м квалификационном раунде Лиги чемпионов.
В августе 2008 года перешёл в «Кубань», с которой подписал трёхлетний контракт, первый раз в составе «Кубани» появился уже 16 августа, выйдя на замену во 2-м тайме в выездном матче против подольского «Витязя», а первый гол забил 18 сентября в домашнем матче против московского «Торпедо». Всего в сезоне 2008 года провёл за «Кубань» 11 матчей, в которых забил 3 мяча в ворота соперников. В сезоне 2009 года потерял место в основном составе, сыграл только 3 матча в чемпионате, 1 в Кубке и 10 в турнире молодёжных составов, в которых забил 2 гола.
В августе 2009 года был отдан в аренду до конца года тираспольскому «Шерифу», в составе которого провёл за это время 14 матчей в чемпионате, в которых забил 7 мячей, по одному матчу сыграл в Кубке Молдовы и Лиге чемпионов, и 6 встреч провёл в розыгрыше Лиги Европы. После окончания срока аренды вернулся в расположение «Кубани», с которой 18 января отправился на первый зарубежный сбор. Затем был на просмотре во владивостокском клубе «Луч-Энергия», которому, однако, не подошёл. 2 марта было сообщено, что Кучук отправился на просмотр в латвийский клуб «Вентспилс». 15 марта стало известно, что была достигнута взаимная договорённость о расторжении контракта. 13 июля 2010 года было сообщено о переходе в бобруйскую «Белшину», где Алексей и доиграл сезон 2010 года, после чего покинул клуб, за который в провёл 9 матчей и забил один гол.
В 2011 году перешёл в «Витебск», где выступал до августа, проведя за это время 13 встреч и забив 5 мячей. Затем вернулся в Россию, где продолжил карьеру в красноярском «Енисее». 21 сентября 2012 забил свой первый мяч в ворота «Химок».
Выступал за молодёжную сборную Беларуси.

### Тренерская
В феврале 2016 года завершил карьеру игрока и возглавил дублирующий состав клуба «Крумкачи».
В 2017—2019 годах возглавлял основную команду.
С 22 апреля 2020 года по 31 мая 2021 года, Кучук работал в тренерском штабе минского «Динамо». В августе вошёл в тренерский штаб львовского «Руха».

## Достижения

### Командные
«Шериф»
- Чемпион Молдовы: 2004/05, 2005/06, 2006/07, 2007/08
- Обладатель Кубка Молдовы: 2005/06, 2007/08
- Обладатель Суперкубка Молдовы: 2005, 2007

«Кубань»
- 2-е место в Первом дивизионе России (выход в Высший дивизион): 2008

### Личные
- Лучший бомбардир чемпионата Молдовы: 2005/06, 2006/07